# كاتيبونان
كاتيبونان (بالإنجليزية: Katipunan) أو الجمعية العليا الفخرية لأبناء الوطن (بالإسبانية: Suprema y Honorable Asociación de los Hijos del Pueblo)، هي جمعية ثورية فلبينية أسسها الفلبينيون المناهضون للاستعمار الإسباني في مانيلا في عام 1892؛ إذ تمثل هدفها الأساسي في الحصول على الاستقلال عن إسبانيا من خلال الثورة.
تشير الوثائق الثورية من أرشيفو جنرال ميليتار مدريد التي أعيد اكتشافها في القرن الحادي والعشرين إلى أن الجمعية قد تم تنظيمها في وقت مبكر من يناير عام 1892، لكن ربما لم يصبح نشطًا حتى 7 يوليو من نفس العام؛ وهذا هو التاريخ الذي كان من المقرر فيه طرد الكاتب الفلبيني خوسيه ريزال إلى دابيتان.
أسَّسها الوطنيون الفلبينيون ومنهم: ديوداتو أريلانو وأندريس بونيفاسيو وفالنتين دياز ولاديسلاو ديوا وخوسيه ديزون وتيودورو بلاتا، وكانت كاتيبونان جمعية سرية حتى الإعلان عنها في عام 1896. أدى ذلك إلى اندلاع الثورة الفلبينية.
وبصفتها سرية، فقد حافظ أعضاؤها على قدر كبير من السرية والالتزام بالقواعد التي وضعتها الجمعية. تم منح المتقدمين الطموحين طقوس عضوية قياسية. في البداية، كانت العضوية في كاتيبونان متاحة فقط للذكور الفلبينيين؛ ثم في وقت لاحق، قُبلت المرأة كعضوًا في الجمعية. كان للكاتيبونان منشورها الخاص، كالايان (الحرية) الذي أصدر طبعته الأولى والأخيرة في مارس عام 1896. ازدهرت المثل والأعمال الثورية داخل الجمعية وتوسَّع الأدب الفلبيني من قِبَل بعض أعضائها البارزين.
في التخطيط للثورة، اتصل بونيفاسيو بريزال لدعمه الكامل لكاتيبونان مقابل وعد بإنقاذ ريزال من اعتقاله. في مايو عام 1896، التقت قيادة كاتيبونان مع قبطان سفينة حربية يابانية زائرة في محاولة لتأمين مصدر أسلحة للثورة، لكن دون نجاح. تم الكشف عن وجود بعض من أعضاء كاتيبونان داخل السلطات الإسبانية. بعد أيام من علم السلطات الإسبانية بوجود أعضاء الجمعية السرية في أغسطس عام 1896، مزق بونيفاسيو ورجاله الشهادات الضريبية للجمعية خلال مظاهرة بوجاد لاوين التي أشعلت نيران الثورة الفلبينية.

## التشكيل

### التاريخ
عُدَّت كاتيبونان وكويربو دي كومبريساريوس، فعليًا، جمعيتين خلفتا الدوري الفلبيني، أسَّسهما خوسيه ريزال (الذي استوحى ذلك من أسلافه، الكهنة القوميين: ماريانو غوميز وخوسيه بورغوس وجاسينتو زامورا). عُدَّت هذه الجمعية جزءًا من الحركة الدعائية في أواخر القرن التاسع عشر في الفلبين. يُعتبر كل من ديوداتو أريلانو وتيودورو بلاتا وفالنتين دياز ولاديسلاو ديوا وأندريس بونيفاسيو وخوسيه ديزون من مؤسسي الجمعية. كان مؤسسو كاتيبونان بونيفاسيو وديوا وبلاتا أعضاءًا في الدوري الإسباني وتأثروا بالمثل القومية للحركة الدعائية في إسبانيا.
أثر مارسيلو ديل بيلار، وهو زعيم آخر للحركة الدعائية في إسبانيا، في تشكيل جمعية كاتيبونان. يعتقد المؤرخون المعاصرون أنه كان له يد مباشرة في تنظيمها بسبب دوره في الحركة الدعائية ومنصبه البارز في الماسونية الفلبينية؛ إذ كان العديد من مؤسسي كاتيبونان من الماسونيين. نظمت الكاتيبونان احتفالاتها التأسيسية على غرار الطقوس الماسونية. تمتلك أيضًا تسلسلًا هرميًا للرتب مشابهًا لتسلسل الماسونية. رأى كاتب سيرة ريزال الإسباني وينسيسلاو ريتانا وكاتب السيرة الفلبيني خوان ريموندو لوماواغ أن تشكيل كاتيبونان هو بمثابة انتصار ديل بيلار على ريزال: «الموت الدوري الإسباني والمجد للكاتيبونان. خطة ديل بيلار تتفوق على خطة ريزال. حظي لديل بيلار وريزال على نفس النهاية، على الرغم من أن كلاهما سلك طريقًا مختلفًا». ويقال أيضًا إن ديل بيلار وافق على قوانين كاتيبونان. كتب إبيفانيو دي لوس سانتوس في عام 1920: «إن أندريس بونيفاسيو قد أمر تيودورو بلاتا بوضع قوانين كاتيبونان، وأنه فعل ذلك بمساعدة لاديسلاو ديوا وفالنتين دياز. بعد مناقشة النظام الأساسي، أرسل بونيفاسيو الرسالة إلى مارسيلو ديل بيلار. بعد رسالة الأخير بالموافقة، ومن خلال نفس الطريقة، سعى بونيفاسيو إلى ضم أتباع له».

### تأسيس كاتيبونان
كشف أعضاء كاتيبونان الأسرى (المعروفين أيضًا باسم كاتيبونيروس)، الذين كانوا أيضًا أعضاء في الدوري الإسباني، للسلطات الاستعمارية الإسبانية أن هناك اختلافًا في الرأي بين مجموع الأعضاء. أصرت إحدى الجماعات على مبدأ الدوري الإسباني للإصلاح السلمي بينما تبنت الأخرى تنظيم ثورة مسلحة.
في 7 يوليو عام 1892، تم نفي الكاتب خوسيه ريزال ونفيه إلى دابيتان في مينداناو. في تلك الليلة، بونيفاسيو، عضو في الدوري الإسباني الفلبيني؛ برفقة بلاتا وديوا ودياز وأريلانو وديزون، أسسوا كاتيبونان في منزل في شارع أزكاراغا (يدعى الآن شارع ريكو) بالقرب من شارع إلكانو في سان نيكولاس، مانيلا. أسسوا كاتيبونان عندما أدرك الفلبينيون المناهضون للإسبان أن الجمعيات مثل الدوري الفلبيني سيتم قمعها من قبل السلطات الاستعمارية. على الرغم من تحفظاتهم على الإصلاح السلمي الذي تبناه ريزال، فقد عينوا ريزال رئيسًا فخريًا، لكن من دون علمه. كاتيبونان، التي تأسست كمنظمة أخوية سرية، كانت تُعرف باسم كاتاس تاسانغ، كاغالانغ غالانغ كاتيبونان نا ما أناك نا بايان، (الجمعية العليا الموقرة لأبناء الوطن).
تمثلت أهداف الكاتيبونان في:
- تطوير تحاف قوي مع جميع أعضاء كاتيبونيرو
- توحيد الفلبينيين في أمة واحدة قوية
- الحصول على استقلال الفلبين عن طريق نزاع مسلح (أو ثورة)
- تأسيس جمهورية بعد الاستقلال

عُدَّ صعود كاتيبونان إشارة إلى نهاية الحركة الدعائية لتأمين الإصلاحات من إسبانيا عن طريق حملة سلمية. وقد فشلت الحركة الدعائية بقيادة ريزال وديل بيلار وجاينا وآخرين في تحقيق الأهداف؛ ومن ثم، بدأ بونيفاسيو بتنظيم الحركة المتشددة سعيًا وراء الاستقلال.